# Momir Ilić
Momir Ilić (Aranđelovac, 1981. december 22. –) szerb-magyar kettős állampolgárságú Európa-bajnoki ezüstérmes szerb kézilabdázó. A balkan-handball.com többször is az év legjobbjának választotta hazájában.

## Pályafutása

### Klubcsapatokban
Pályafutását hazájában kezdte, ahol játszott a Samot Aranđelovac, a Kolubara-Lazarevac és a Subotica csapataiban is. 2004-ben szerződött Szlovéniába, a Gorenje Velenjéhez. Két szezont töltött a csapatnál, ez idő alatt a bajnokok Ligájában és az EHF-kupában is pályára lépett és együtt kézilabdázott Vid Kavtičnikkel, valamint Vedran Zrnićcsel, akik később Németországban a Gummersbachnál is csapattársai lettek.
Ilić 2006 nyarán írt alá a Bundesligában szereplő klubhoz, ahol 2009-ben EHF-kupát nyert. 2009-ben a THW Kiel szerződtette. Négy évre szóló szerződést írt alá, a Gummersbach 500 000 eurót kapott a játékjogáért cserébe. Ilić alapembere volt a 2010-ben és 2012-ben is Bajnokok Ligáját nyerő Kielnek, amellyel egyaránt háromszor végzett az első helyen a német bajnokságban és a Német Kupában is. 
2013 nyarán hároméves szerződést írt alá a magyar bajnok Veszprém csapatával. 2014-ben, 2015-ben és 2016-ban bajnok lett a bakonyi együttessel és két kupagyőzelmet is ünnepelhetett a klubbal. A 2013–2014-es Bajnokok Ligája-szezonnak 103 találatával ő lett a gólkirálya, a következő szezonban pedig ezt a teljesítményt is felülmúlva 114 góllal végzett a vonatkozó lista élén. A Veszprém a sorozat döntőjében a Barcelonától szenvedett vereséget. A következő idénybe SEHA-liga-győztes lett, valamint bajnok és kupagyőztes, azonban a Veszprém ebben az idényben is elvesztette a Bajnokok Ligája döntőjét, ezúttal a lengyel Kielce ellenében. A Veszprémmel összesen öt bajnoki címet és öt Magyar Kupa-győzelmet szerzett, valamint kétszer nyerte meg a SEHA-ligát. 2019 májusában jelentette be visszavonulását és azt, hogy ezt követően a klub edzői stábjában fog szerepet vállalni. 2021-ben lett a felnőttcsapat vezetőedzője. Irányítása alatt három bajnoki címet, két Magyar kupát, két SEHA-liga győzelmet és egy Bajnokok Ligája Final Four részvételt ért el a csapata. 2024-ben lejáró szerződését csapata nem hosszabbította meg, így távozott az egyesülettől.

### A válogatottban
A szerb válogatott színeiben 125 mérkőzésen 456 gólt szerzett, tagja volt a 2012-ben Európa-bajnoki ezüstérmet szerző csapatnak. A torna végén őt választották a kontinensviadal legjobb játékosának. 

## Edzőként
Visszavonulását követően a Veszprém utánpótlásában kezdett edzősködni, majd 2021. július 2-án őt nevezték ki a felnőtt csapat élére.

## Sikerei, díjai
VfL Gummersbach
- EHF-kupa-győztes: 2009

THW Kiel
- Bajnokok Ligája-győztes: 2010, 2012
- Német bajnok: 2010, 2012, 2013
- Német kupagyőztes: 2011, 2012, 2013
- DHB-Szuperkupa-győztes: 2011, 2012
- IHF-Szuper Globe-győztes: 2011

Veszprém
- Magyar bajnok: 2014, 2015, 2016, 2017, 2019
- Magyar kupagyőztes: 2014, 2015, 2016, 2017, 2018
- SEHA-liga-győztes: 2015, 2016

## Statisztikája a német Bundesligában
| Szezon    | Bajnokság       | Csapat     | Pályára lépés | Összes gól | Gól hétméteresből | Akciógól |
| --------- | --------------- | ---------- | ------------- | ---------- | ----------------- | -------- |
| 2006–07   | VfL Gummersbach | Bundesliga | 32            | 199        | 36                | 163      |
| 2007–08   | VfL Gummersbach | Bundesliga | 33            | 198        | 54                | 144      |
| 2008–09   | VfL Gummersbach | Bundesliga | 33            | 233        | 61                | 172      |
| 2009–10   | THW Kiel        | Bundesliga | 32            | 180        | 76                | 104      |
| 2010–11   | THW Kiel        | Bundesliga | 33            | 177        | 86                | 91       |
| 2011–12   | THW Kiel        | Bundesliga | 34            | 183        | 93                | 90       |
| 2012–13   | THW Kiel        | Bundesliga | 34            | 103        | 23                | 80       |
| 2006–2013 | Összesen        | Bundesliga | 231           | 1273       | 429               | 844      |